# Liste antiker Ortsnamen und geographischer Bezeichnungen/Nu
| Lateinischer Name | Griechischer Name     | Beschreibung                                  | Heute                                                                                               | Quellen und Verweise | Lage |
| ----------------- | --------------------- | --------------------------------------------- | --------------------------------------------------------------------------------------------------- | -------------------- | ---- |
| Nuaesium          |                       |                                               | | Smith;               |      |
| Nuba Lacus        |                       |                                               | | Smith;               |      |
| Nubae             |                       |                                               | | Smith;               |      |
| Nuceria           | Νουκερία (Noukeria)   | Stadt in Kampanien                            | Nocera Inferiore in Italien                                                                         | Smith (1);           |      |
| Nuceria           | Νουκερία (Noukeria)   | Stadt in Umbrien                              | vermutlich Nocera Umbra in Italien                                                                  | Smith (2);           |      |
| Nuceria           | Νουκερία (Noukeria)   | Stadt in Gallia cispadana                     | vielleicht bei Ciano d'Enza in Italien                                                              | Smith (3);           |      |
| Nuceria           | Νουκερία (Noukeria)   | Stadt in Bruttium                             | vielleicht bei Terina in Italien                                                                    | Smith (4);           |      |
| Nudionnum         |                       |                                               | | Smith;               |      |
| Nudium            |                       |                                               | | Smith;               |      |
| Nuithones         |                       |                                               | | Smith;               |      |
| Nuius             |                       |                                               | | Smith;               |      |
| Numana            | Νούμανα (Noumana)     | Stadt im Picenum                              | Numana in der Provinz Ancona                                                                        | Smith;               |      |
| Numantia          | Νομαντία (Nomantia)   | Hauptstadt der Keltiberer                     | in der Nähe von Garray auf dem Hügel Muela de Garray am Fluss Duero etwa 12 km von Soria in Spanien | Smith;               |      |
| Numenium          |                       |                                               | | Smith;               |      |
| Numicius, Numicus | Νουμικίος (Noumikíos) | antiker mythologischer Küstenfluss in Latium  | vielleicht Rio Torto oder Fosso di Pratica                                                          | Smith;               |      |
| Numidia           | Νομαδία (Nomadia)     | Landschaft und römische Provinz in Nordafrika | große Teile von Algerien und Tunesien                                                               | Smith;               |      |
| Numidia Nova      |                       |                                               | | Smith;               |      |
| Numidicus Sinus   |                       |                                               | | Smith;               |      |
| Numistro          |                       |                                               | | Smith;               |      |
| Nursia            | Νουρσία (Noursia)     | Stadt der Sabiner in Umbrien                  | Norcia in Italien                                                                                   | Smith;               |      |